# Константинович Євдокія Василівна
Євдокія Василівна Константинович (1904, село Велика Любаша, тепер Костопільського району Рівненської області — ?) — українська радянська діячка, викладач історії і географії, заступник директора із заочного навчання Костопільського педагогічного училища Ровенської області. Депутат Верховної Ради УРСР 2-го скликання.

## Життєпис
Народилася в багатодітній селянській родині Василя Стефановича. Закінчила початкову школу в селі Підлужне. З 1913 року навчалася в гімназії в місті Сарни, закінчила вищі педагогічні курси в місті Кракові.
З 1932 по 1937 рік — вчителька початкових класів у школах міста Костополя Волинського воєводства.
З осені 1939 по 1941 рік — вчителька Костопільської середньої школи Ровенської області.
У 1944—1945 роках — вчителька Костопільської середньої школи № 1 Ровенської області.
З 1945 року — викладач історії і географії, заступник директора із заочного навчання Костопільського педагогічного училища Ровенської області.

## Родина
Чоловік — Іван Іванович Константинович, бухгалтер. Син — Валентин.

## Нагороди
- медаль «За трудову доблесть» (23.01.1948)
- медалі